# Sorrento (Floryda)
Sorrento – jednostka osadnicza w Stanach Zjednoczonych, w stanie Floryda, w hrabstwie Lake.